# 入善町立黒東小学校
入善町立黒東小学校（にゅうぜんちょうりつ こくとうしょうがっこう）は富山県下新川郡入善町にある公立小学校。

## 沿革
- 1873年（明治6年）
  - 8月1日 - 小摺戸村を通学区域とするに淡成小学校が創設[1]。
  - 8月中 - 円林寺堂宇を借りて究温小学校が、下山村に致明小学校（中村、中沢、下林、下山の通学区）がそれぞれ創立[1]。
- 1877年（明治10年）
  - 6月10日 - 福島新に弘道小学校創立[2]。
  - 同年中 - 究温小学校、通法寺に移転[1]。
- 1878年（明治11年）8月 - 究温小学校、新屋3,688番地に新築落成（6間に7間）[2]。
- 1888年（明治21年）2月 - 淡成小学校が新築落成し、小摺戸簡易小学校と改称[3]。
- 1889年（明治22年）4月 - 究温小学校通学区域変更（新屋、浦山新、下山、墓ノ木、日吉新）[3]。
- 1890年（明治23年）4月 - 究温小学校を新屋小学校と改称[3]。
- 1892年（明治25年）9月 - 小学校令改定により新屋簡易小学校が究温尋常小学校と、小摺戸簡易小学校が小摺十尋常小学校と、それぞれ改称。同時に小摺戸第二簡易小学校設置[4]。
- 1895年（明治28年）5月 - 4月15日の県訓令により究温尋常小学校が新屋尋常小学校と改称[5]。
- 1896年（明治29年）5月 - 小摺戸尋常小学校落成[6]。
- 1897年（明治30年）4月 - 新屋尋常小学校、校舎を移築[5]。
- 1899年（明治32年） - 新屋尋常小学校、5間に3間の校舎を増築[5]。
- 1910年（明治33年）
  - 10月 - 新屋尋常小学校、校舎新築（5.5間×26間）、旧校舎を屋内体操場に改装[7]。
  - 11月 - 小摺戸尋常小学校、校舎を移転新築し、3教室増築[7]。
- 1923年（大正12年） - 新屋尋常小学校、屋内体操場落成（8間×13間）[8]。
- 1925年（大正13年）
  - 4月 - 新屋尋常小学校、屋外運動場（330坪）新設[8]。
  - 12月 - 小摺戸尋常小学校、校舎新築、旧校舎を講堂に改装[8]。
- 1926年（大正15年/昭和元年）
  - 4月 - 新屋尋常小学校に高等科が併設され、新屋尋常高等小学校となる[8]。
  - 同年中 - 小摺戸尋常小学校に高等科が併設され、小摺戸尋常高等小学校となる[8]。
- 1928年（昭和3年）10月 - 新屋尋常高等小学校、校舎増築（5.5間×19間）[8]
- 1941年（昭和16年） - 2校共に国民学校となる[9]。
- 1949年（昭和24年）11月 - 小摺戸小学校の講堂落成[10]。
- 1952年（昭和27年）2月 - 小摺戸小学校、4教室および調理場新設[11]。
- 1953年（昭和28年）10月 - 新屋小学校の講堂落成[11]。
- 1957年（昭和32年）10月 - 新屋小学校の給食調理室竣工[12]。
- 1958年（昭和33年）6月 - 小摺戸小学校の講堂が移転される[12]。
- 1963年（昭和63年）8月 - 新屋小学校、校舎内が塗装される[13]。
- 1977年（昭和52年）8月2日 - 黒東小学校新築工事の起工式を挙行[14]。
- 1979年（昭和54年）
  - 3月5日 - 新屋小学校閉校[15]。
  - 3月7日 - 小摺戸小学校閉校[15]。
  - 4月1日 - 新屋、小摺戸の2小学校が統合し黒東小学校発足[16]。総事業費は6億4千万円、入善町内の小学校では初の鉄筋校舎（3階建て）で[17]、体育館の階下にはランチルームも設けられた[16]。4月4日に始業式、4月13日に落成式を挙行[17]。

## 周辺
- 富山県道63号入善宇奈月線
- 富山県道327号新屋上野線
- 北陸自動車道 入善スマートインターチェンジ（本校より約1.5km）
- 入善警察署 新屋警察官駐在所